# Gianni Bella
Giovanni Bella (Catania, Sicilia; 14 de marzo de 1946), más conocido como Gianni Bella, es un cantautor italiano, con un estilo musical de balada y pop. 
Ha participado en varios festivales de música en su país, siempre destacándose siendo premiado en muchas ocasiones; en su carrera profesional ha grabado canciones en italiano y en castellano. De su autoría es el tema «Questo amore non si tocca», presentado en el Festival de la Canción de San Remo, en 1981, tema del que la cantante mexicana Yuri grabó una versión en castellano ese mismo año y fue incluido en su álbum Llena de dulzura.

## Trayectoria artística
Cantante y guitarrista de algunos grupos de Catania, a finales de la década de 1960 Gianni Bella se mueve hacia el norte de Italia para seguir a su hermana Marcella, que estaba empezando su carrera como cantante. En 1972, Marcella participa en el Festival de San Remo con la canción «Montagne verdi», escrita por su hermano y Giancarlo Bigazzi.
Gianni comenzó su carrera como solista, con la ayuda del letrista Bigazzi, participa en Un disco para el verano 1974 con la canción «Più ci pensó», también lo hace en 1975 interpretando «Oh mama», mientras que en 1976 ganó el Festivalbar con la canción «Non si può morire dentro» (cuya traducción literal es «No se puede morir por dentro», pero que llegó a España y a Hispanoamérica con el título «De amor ya no se muere»). En 1978 vuelve a participar cantando «No nuovamente nella manifestazione» de Vittorio Salvetti.
En la década de los ochenta, además de ser solista se vuelve el autor en los temas de su hermana, iniciando la colaboración con Mogol, que se convierte en su productor y letrista. A finales de los años 1990 firma uno de los mayores éxitos en la carrera de Adriano Celentano: «L'emozione non ha voce», con la que el álbum Io non so parlar d'amore estuvo durante dos años entre los primeros lugares en el top 50 italiano.
En 2001 participó en el Festival de San Remo, con la presentación del tema «Il profumo del mare». Retornó a San Remo como autor de Marcella en 2005, firmando la canción «Uomo bastardo». En la 57.ª edición del Festival de San Remo interpretó junto a su hermana la canción «Forever per sempre».
En 2018 Pierguido Asinari publica el libro L'emozione non ha voce. Gianni Bella, dalla canzone all'opera (Ed. Vololibero).

## Vida personal
Gianni es el hermano mayor de la cantante Marcella Bella. Casado con Paola, tiene dos hijas: Chiara y Nazzarena. Junto con Mogol, Gianni Morandi y Andrea Mingardi, es uno de los fundadores de National Singers. En enero de 2010 sufrió un accidente cerebrovascular y posteriormente perdió la voz y el uso de una pierna.

## Discografía

### Sencillos
- 1974 - «Più ci pensó»
- 1974 - «Guarda che ti amo»
- 1975 - «Oh mama»
- 1975 - «Non si può morire dentro»
- 1977 - «Io canto e tu»
- 1978 - «No»
- 1978 - «Toc toc»
- 1980 - «Dolce uragano»
- 1981 - «Questo amore non si tocca»
- 1983 - «Il patto»
- 1985 - «L'ultima poesia»
- 1988 - «Due cuori rossi di vergogna»
- 1990 - «Verso l'ignoto» (con Marcella)
- 1991 - «La fila degli oleandri»

### CD individual
- 1994 - «Belladonna» (con Gino Vannelli)
- 1997 - «Non si può morire dentro»
- 1998 - «E' un miracolo» (con Marcella)
- 2007 - «Forever per sempre» (con Marcella)
- 2007 - «Vendetta tremenda vendetta» (con Marcella)

### Álbumes
- 1974 - Sogni di un robot
- 1977 - Io canto e tu
- 1978 - Toc toc
- 1980 - Dolce uragano
- 1983 - G.b.1
- 1984 - G.b.2
- 1986 - Una luce
- 1988 - Due cuori rossi di vergogna
- 1991 - La fila degli oleandri
- 1992 - Live
- 1994 - Vocalist
- 1998 - Finalmente insieme (Marcella y Gianni Bella)
- 2001 - Il profumo del mare
- 2007 - Forever per sempre (con Marcella)

## Participaciones en elFestival de San Remo
- 1981: Finalista con «Questo amore non si tocca».
- 1990: Cuarto lugar compartido con «Verso l'ignoto» (con Marcella).
- 1991: Décimo noveno lugar con «La fila degli oleandri».
- 2001: Duodécimo lugar con «Il profumo del mare».
- 2007: Undécimo lugar compartido con «Forever per sempre» (con Marcella).

## Participaciones en el Festivalbar
- 1976: con Non si può morire dentro - Ganador
- 1977: con Io canto e tu
- 1978: con No
- 1980: con Dolce uragano
- 1983: con Nuova gente
- 1985: con L'ultima poesia (con Marcella)